# Exército Democrático Budista dos Karen

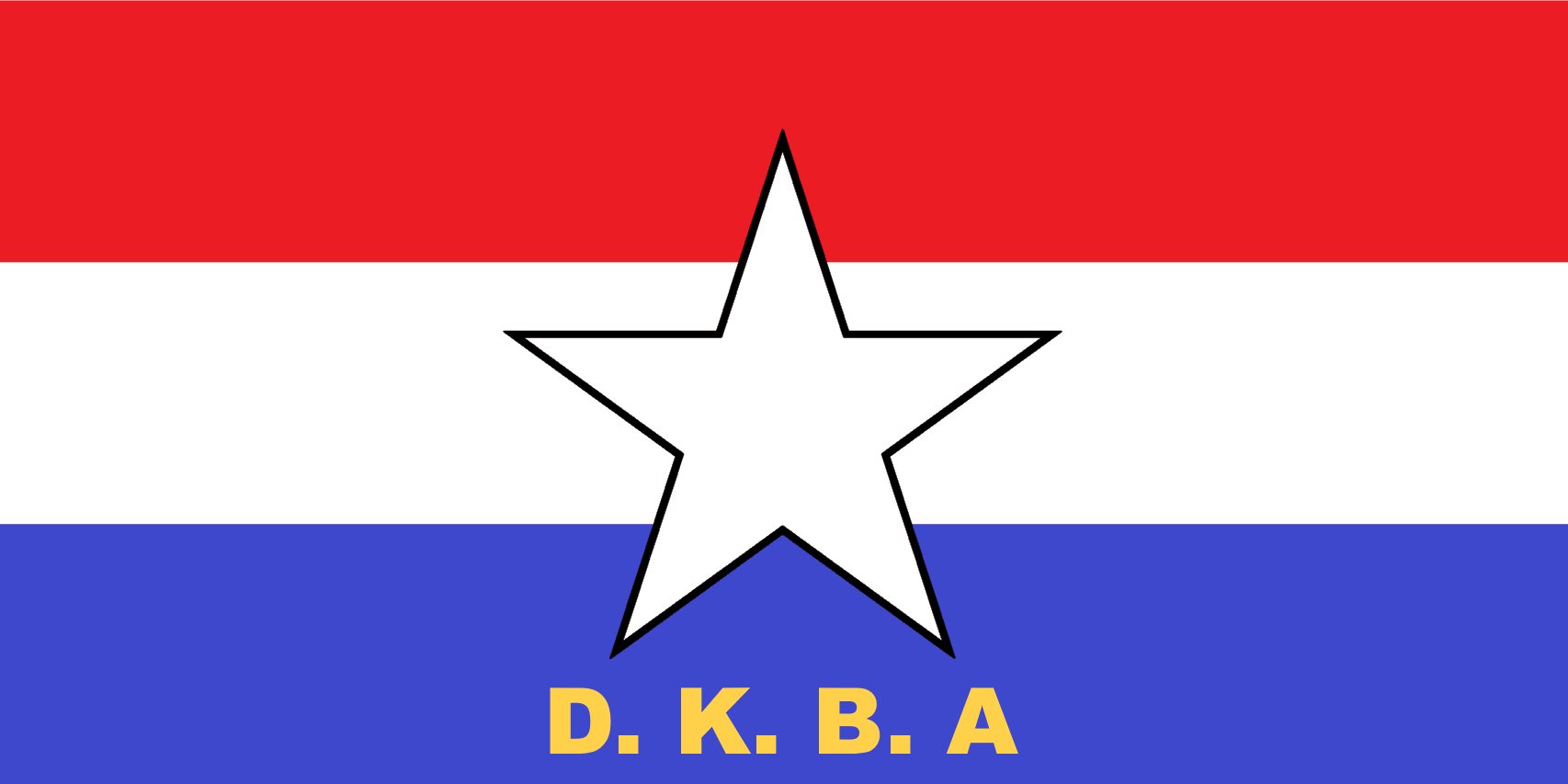
Bandeira do grupo.

Exército Democrático Budista dos Karen foi um grupo insurgente de soldados e oficiais budistas em Mianmar que se separou do Exército de Libertação Nacional Karen, um grupo armado  liderado predominantemente por cristãos e uma das maiores facções rebeldes em Mianmar. 
Pouco depois da ruptura com o Exército de Libertação Nacional Karen, em dezembro de 1994, o Exército Democrático Budista dos Karen assinou um acordo de cessar-fogo com o governo de Mianmar em troca de assistência militar e financeira, desde que apoiasse ofensivas do governo contra a União Nacional Karen (a ala política do Exército de Libertação Nacional Karen) e seus aliados.

## História

### Formação
O Exército Democrático Budista dos Karen foi formado por várias razões. Um monge budista chamado U Thuzana iniciou uma campanha em 1992 para construir pagodes no Estado de Karen, inclusive na sede da União Nacional Karen em Manerplaw. Como a liderança da União Nacional Karen não concederia permissão para a construção dos pagodes, alegando que atrairiam os ataques aéreos do governo, Thuzana começou a encorajar soldados do Exército de Libertação Nacional Karen a desertarem da organização. Após algumas escaramuças e negociações fracassadas no início de dezembro de 1994, o Exército Democrático Budista dos Karen anunciou sua formação e a sua ruptura com a União Nacional Karen em 28 de dezembro de 1994.

### Década de 2010
Em 2010, a aliança informal entre o governo e o Exército Democrático Budista dos Karen começou a deteriorar-se na sequência das eleições gerais birmanesas de 2010, quando o grupo se confrontou violentamente com as forças do Tatmadaw. A violência provocou um êxodo massivo de refugiados através da fronteira para a Tailândia, particularmente através dos postos fronteiriços controlados pelo Exército Democrático Budista dos Karen. Em 12 de novembro, a Al Jazeera English informou que o grupo havia juntado forças com o Exército de Libertação Nacional Karen, um movimento julgado ser em resposta à ameaça de uma repressão do governo.

### Dissolução e criação da Brigada 5
Em 2010, alguns soldados do Exército Democrático Budista dos Karen romperam com a organização e renomearam-se Exército Democrático Benevolente dos Karen - Brigada 5, liderado por Bo Nat Khann Mway (Saw Lah Pwe). O grupo recém-formado originalmente tinha cinco brigadas sob seu controle (daí seu nome), mas atualmente comanda apenas três.